# Alsodes pehuenche
Alsodes pehuenche és una espècie de granota que viu a l'Argentina i, possiblement també, a Xile.